# کوه کینبالو

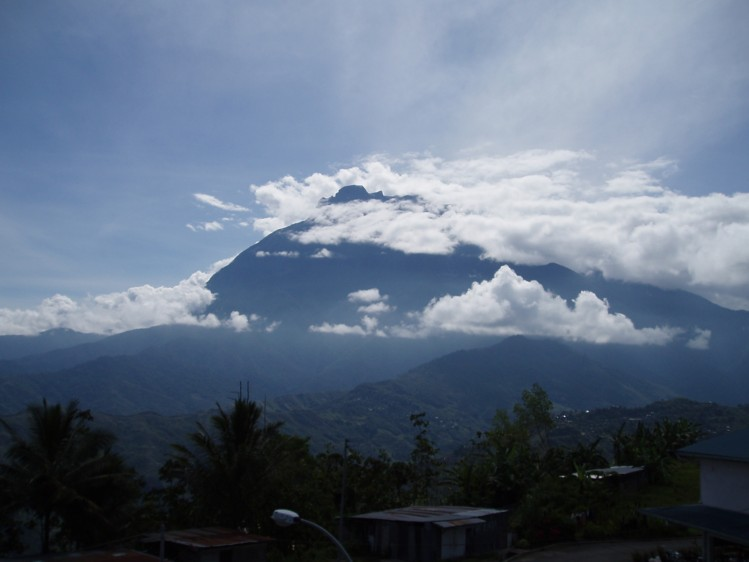
کوه کینبالو

قله‌ٔ کینَبالو (به زبان مالای: ڬونوڠ کینبالو) دومین کوه بلند در آسیای جنوب شرقی است و ۴۰۹۵ متر ارتفاع دارد. این قله در پارک دولتی کینبالو در مالزی شرقی واقع شده‌است.
این قله به همراه پارک مربوط در فهرست میراث جهانی یونسکو قرار دارند.
قلهٔ کینبالو پوشیده از پوشش گیاهی بسیار متفاوت است.
رخداد بارش برف در کوه اتفاقی بسیار نادر است، اما تا بحال در سال های ۱۹۷۵. ۱۹۹۳و ۲۰۲۲ در قله این کوه بارش برف گزارش شده است